# Geschützter Landschaftsbestandteil Baumreihe (Dasseberg)
Der Geschützte Landschaftsbestandteil Baumreihe (Dasseberg) mit 839 Meter Länge liegt nordöstlich von Hesborn im Stadtgebiet von Hallenberg im Hochsauerlandkreis. Das Gebiet wurde 2004 bei der Aufstellung des Landschaftsplans Hallenberg durch den Kreistag des Hochsauerlandkreises als Geschützter Landschaftsbestandteil (LB) ausgewiesen. Die Baumreihe steht an der L 617.

## Gebietsbeschreibung
Der Landschaftsplan führt zum LB aus: „Die Baumreihe entlang der L 617 besteht aus insgesamt siebzehn Bäumen (Stammdurchmesser ca. 25 cm), davon fünfzehn Linden und zwei Traubeneichen. Die Bäume stehen in unregelmäßigen Abständen.“

## Verbote und Gebote
Wie bei allen geschützten Landschaftsbestandteilen besteht nach § 29 Abs. 2 BNatschG das Verbot, dieses zu beschädigen, auszureißen, auszugraben oder Teile davon abzutrennen oder auf andere Weise in seinem Wachstum oder Erscheinungsbild zu beeinträchtigen. Eine ordnungsgemäße Pflege ist vom Verbot ausgenommen. Es ist auch verboten Stoffe oder Gegenstände im Bereich des Geschützten Landschaftsbestandteils anzubringen, zu lagern, abzulagern, einzuleiten oder sich ihrer in anderer Weise zu entledigen, die das Erscheinungsbild oder den Bestand des Geschützten Landschaftsbestandteils gefährden oder beeinträchtigen können. Dies gilt auch für organische oder mineralische Düngemittel und Futtermittel. Sofern Gehölze zerstört bzw. beschädigt werden, kann die Untere Naturschutzbehörde eine Ersatzpflanzung oder ein Ersatzgeld festsetzten.